# Emmanuel-Joseph Sieyès
Emmanuel-Joseph Sieyès (ur. 3 maja 1748 we Fréjus, zm. 20 czerwca 1836 w Paryżu) – francuski duchowny katolicki, opat, jeden z głównych inicjatorów rewolucji francuskiej, a następnie instytucji Konsulatu, urzędnik w okresie I Cesarstwa. Jego pamflet pt. Czym jest stan trzeci? (wydany w 1789 roku) stał się manifestem rewolucji francuskiej, przyczynił się on do przekształcenia Stanów Generalnych w Zgromadzenie Narodowe w czerwcu 1789 roku.
W roku 1799 stał się inicjatorem zamachu stanu z 18 brumaire’a, w wyniku którego doszedł do władzy Napoleon Bonaparte.
Sieyès był również pionierem nauk społecznych, jako pierwszy użył terminu ‘socjologia’. Sieyès oraz jego partia opowiadali się za ustrojem demokratycznym w przeciwieństwie do Jeana Josepha Mouniera oraz związanych z nim monarchistów.

## Młodość
Sieyès urodził się we Fréjus w południowej Francji. Kształcił się do stanu kapłańskiego na Sorbonie. Podczas studiów zainspirowały go nauki Johna Locke’a, Étienne’a Bonnota de Condillaca, encyklopedystów oraz innych myślicieli politycznych związanych z naukami teologicznymi.

## Czym jest stan trzeci?orazDeklaracja
W roku 1788 król Francji Ludwik XVI zaproponował zwołanie Stanów Generalnych po ponad 150-letniej przerwie. Na polecenie króla, minister finansów Jacques Necker zaprosił francuskich pisarzy na posiedzenie Stanów, by przedstawili na tym forum swoje poglądy. Pozwoliło to Sieyèsowi ogłosić słynny pamflet ze stycznia 1789 roku pt. Czym jest stan trzeci? (Qu’est-ce que le tiers état?). Swój wywód rozpoczął w następujących słowach:

1. Czym jest stan trzeci? – Wszystkim.
2. Czym był dotychczas w ustroju politycznym? – Niczym.
3. Czego żąda? – Ażeby stał się czymś.

Słynne zdanie zostało podobno zainspirowane twórczością Nicolasa Chamforta. Pamflet zyskał wielki rozgłos, a jego autor, pomimo przynależności do stanu duchownego (co pozwalało mu reprezentować stan pierwszy), został wybrany na ostatniego (dwudziestego) przedstawiciela trzeciego stanu na zgromadzenie Stanów Generalnych w Paryżu.
Sieyès odegrał kluczową rolę w pierwszych latach rewolucji francuskiej. Brał udział w sporządzaniu tekstu Deklaracji praw człowieka i obywatela. Opierał się przy tym na oświeceniowych zasadach: suwerenności narodu, prawa narodu do wyboru i kontroli władzy oraz reprezentacji (osoby sprawujące władzę reprezentują interesy swoich wyborców).
W pamflecie Sieyèsa zawarte było rozróżnienie pomiędzy czynnym i biernym prawem wyborczym. Sieyès opowiadał się za cenzusem majątkowym w polityce oraz przyznaniem praw wyborczych wyłącznie mężczyznom.

## Znaczenie pamfletuCzym jest stan trzeci?podczas rewolucji francuskiej
Pamflet Sieyèsa wywarł ogromny wpływ na myśl rewolucyjną, która doprowadziła Francję do rewolucji. W swoim utworze wyraził potrzeby i frustrację odosobnionej klasy społecznej, która tworzyła stan trzeci. W ten sposób przyczynił się pośrednio do upadku ancien régime we Francji. Wyciągnął na wierzch nieuczciwość szlachty oraz przeciążenie i przygnębienie klasy pracującej, na której stan pierwszy żerował. Pamflet był „ośrodkiem krystalizacji”, wokół którego zgromadziła się warstwa społeczna pozbawiona do tej pory głosu. Po raz pierwszy stan trzeci stanowił siłę znaczną na tyle, by jego jasno zarysowane postulaty nie mogły zostać pominięte podczas obrad Stanów Generalnych.
Pamflet zburzył utarte, konwencjonalne znaczenie „służby publicznej”. Arystokracja uważała się za elitarną klasę rządzącą, obciążoną „żmudnym” obowiązkiem zarządzania porządkiem społecznym we Francji. Tymczasem Sieyès uważał, że służba publiczna powinna być pełniona nie przez pierwszy ani drugi, ale właśnie – przez trzeci stan. Radykalizm pamfletu zawarł się w myśli, że suwerenność nie jest przymiotem arystokracji, ale narodu, zdefiniowanego jako klasa pracująca Francji, której codzienne obowiązki i utrapienia przynoszą pożytek społeczeństwu. Rewolucja francuska nie potoczyłaby się w ten sam sposób bez swojego patriotycznego i zarazem radykalnego przesłania, które zjednywało przedstawicieli różnych profesji w obrębie stanu trzeciego.
Co więcej, definiując stan trzeci jako główny mechanizm napędowy służby publicznej, Sieyès przywołał kwestię roli arystokracji w społeczeństwie, sprowadzając ją nawet do roli obcej nacji wewnątrz francuskiego społeczeństwa. Arystokratyczna duma oraz jej lekceważenie względem niższych warstw społecznych stały się dla Sieyèsa podstawą do uznania przywilejów szlacheckich za „zdradę wspólnoty”. Był to „najostrzejszy” argument z retorycznego repertuaru Sieyèsa. Sieyès wykorzystywał wyniosłość szlachty oraz samozwańcze przywileje, by sprowadzić arystokrację do roli „obcego elementu”, nieprzystającego do zasadniczej woli narodu francuskiego. Na ironię, to z powodu własnych interesów, tak dosadnie krytykowanych przez Sieyèsa, arystokracja zwróciła się do króla z prośbą o zwołanie Stanów Generalnych. Z konfliktu, dotyczącego podziału głosów w Stanach Generalnych, wyłoniła się iskra, która rozpaliła płomień rewolucji.
Pamflet Sieyèsa miał wpływ na rozważania związane z kwestiami strukturalnymi zwoływanych Stanów. Przede wszystkim, stan trzeci zażądał, by zaniechać głosowania stanami i żeby każdy reprezentant głosował osobiście w swoim imieniu. Ponadto stan trzeci postulował o zrównanie liczebności jego reprezentacji z liczebnością połączonych przedstawicielstw dwóch pozostałych stanów. Zawarte w pamflecie tezy przemówiły do mas i wywołały reakcję rewolucyjną – nieustępliwość stanu trzeciego wobec rozwiązań kompromisowych oraz zerwanie z feudalnym porządkiem ancien régime.

## Zgromadzenie, Konwent i terror jakobiński
Chociaż Sieyès osobiście nie występował jako mówca, miał on zasadniczy wpływ na przebieg zgromadzenia Stanów Generalnych. Zaakceptował decyzję Stanów o przekształceniu się w Zgromadzenie Narodowe, sprzeciwiał się jednak zniesieniu dziesięciny oraz konfiskacie majątków kościelnych. Sieyès został wybrany do specjalnej komisji konstytucyjnej. W trakcie jej obrad przeciwstawiał się uznaniu prawa króla do „absolutnego weta”. Prawo to bezskutecznie próbował przeforsować przewodniczący Zgromadzenia Narodowego, Honoriusz Mirabeau. Sieyès miał znaczny wpływ na ukształtowanie nowego podziału administracyjnego Francji na departamenty. Jednak, począwszy od wiosny 1790 roku, zaczął tracić na znaczeniu na rzecz innych polityków. Tylko jednokrotnie wybrano go na urząd prezesa Zgromadzenia Konstytucyjnego (pełnił tę funkcję przez dwa tygodnie).
Podobnie jak pozostali członkowie Konstytuanty, Sieyès został wykluczony z Legislatywy na mocy zarządzenia (zaproponowanego przez Maximilliana Robespierre’a), zgodnie z którym żaden z przedstawicieli Zgromadzenia nie mógł uczestniczyć w nowym ciele ustawodawczym. Sieyès pojawił się ponownie na scenie politycznej w trzecim Zgromadzeniu Narodowym, znanym również jako Konwent Narodowy Republiki Francuskiej (wrzesień 1792 – wrzesień 1795). Opowiadał się za karą śmierci dla Ludwika XVI. Wbrew temu, co mu przypisywano, nie odnosił się do monarchy w sposób lekceważący. W obliczu zagrożenia rządami terroru, Sieyès wyparł się nawet swojej wiary w okresie upowszechniania kultu rozumu. Później uzasadnił swoje postępowanie w okresie terroru słynnym zdaniem: Przetrwałem (J’ai vécu – dosłownie Żyłem).

## Dyrektoriat i intryga
W roku 1795 Sieyès udał się z misją dyplomatyczną do Hagi, gdzie zawarł traktat pomiędzy Francją a Republiką Batawską. Z odrazą odniósł się do konstytucji z roku 1795 (która wprowadziła instytucję dyrektorów) i odmówił zasiadania w Dyrektoriacie. W maju 1798 roku udał się jako pełnomocnik Francji do Berlina w celu nakłonienia Prus do sprzymierzenia się z Francją przeciwko drugiej koalicji. Pomimo znacznych wysiłków, misja nie powiodła się.
Autorytet Sieyèsa wzrósł, wskutek czego w maju 1799 roku wstąpił do Dyrektoriatu na miejsce Jeana-François Rewbella.
Pomimo to Sieyès snuł plany obalenia Dyrektoriatu i wizję zastąpienia rządu władcą absolutnym – rozważał pomiędzy arcyksięciem Karolem Ludwikiem Habsburgiem a Karolem Wilhelmem Ferdynandem z Brunszwiku (największym przeciwnikiem rewolucji). Próbował podkopać konstytucję, co doprowadziło do zamknięcia reaktywowanego Klubu Jakobinów, gdy ten proponował generałowi Joubertowi przygotowanie zamachu stanu.

## Brumaire i konsulat
Śmierć generała Jouberta podczas bitwy pod Novi oraz powrót Napoleona Bonaparte z kampanii egipskiej położyły kres projektowi Sieyèsa. Niemniej jednak, udało mu się uzyskać nowe porozumienie z Napoleonem. Po przewrocie 18 brumaire’a Sieyès stworzył projekt konstytucji, który już od dawna planował. Bonaparte całkowicie przekształcił jego dzieło, tworząc Konstytucję Roku VIII – dającą podstawę dla instytucji Konsulatu.
Sieyès wkrótce zrezygnował ze stanowiska marionetkowego konsula, które przyjął po zamachu 18 brumaire’a. Został jednym ze współtwórców Senatu Konserwatywnego (był jego przewodniczącym w roku 1799). W tym czasie otrzymał od Napoleona ogromny majątek ziemski w gminie Crosne. Po spisku z ulicy Saint-Nicaise w końcówce grudnia 1800 roku, Sieyès stał za bezwzględnymi i nielegalnymi procederami, które pozwoliły Napoleonowi oczyścić swoje otoczenie z jakobinów.

## Cesarstwo i dalsze życie
W okresie cesarstwa (1804-1814) Sieyès rzadko udzielał się publicznie. Gdy Napoleon powrócił do steru państwa w roku 1815 Sieyès został powołany do Izby Parów. Po drugiej restauracji królestwa w roku 1816 Sieyès został wyrzucony z Akademii przez Ludwika XVIII. Przeniósł się wówczas do Brukseli. Do ojczyzny powrócił po rewolucji lipcowej w roku 1830. Zmarł w Paryżu w roku 1836.

## Sieyès i nauki społeczne
W roku 1795 Sieyès został jednym z twórców klasy nauk moralnych i politycznych, które później przekształciły się w Akademię Nauk Moralnych i Politycznych w Instytucie Francuskim.
Gdy w roku 1803 zreformowano Akademię Francuską, Sieyèsa wybrano w miejsce Jeana Sylvaina Bailly’ego, zgilotynowanego w okresie terroru jakobińskiego 12 listopada 1793 roku.
Po drugiej restauracji królestwa Sieyès został na mocy zarządzenia wydalony z Akademii. Jego miejsce objął, na mocy dekretu królewskiego, markiz Lally-Tollendal.
Publikacja nieznanych prac Sieyèsa wykazała, że to on po raz pierwszy użył terminu „socjologia” w roku 1780. Ten sam termin został wprowadzony jako neologizm dopiero 50 lat później przez Auguste’a Comte, który spopularyzował nauki społeczne.